# 祥鹿街道
祥鹿街道是中华人民共和国吉林省辽源市东丰县下辖的一个街道办事处。2020年4月，设立祥鹿街道办事处。辖区范围东至药业大街、南至南屯基镇、西至拉拉河镇、北至东丰镇苗胜村。下辖西城社区、永青社区、永青村六组、永青村七组。

## 行政区划
祥鹿街道下辖以下村级行政区划单位：
西城社区和永青村。